# Haugland
Haugland är en tätort i Alvers kommun i Vestland fylke i västra Norge. Orten ligger vid fylkesväg 5484, på den nordvästra delen av ön Radøy. Den omfattar bland annat kyrkbyn Bøvågen. Här finns Hordabø kyrka.
Tidigare har orten tillhört dåvarande Mangers kommun, sedan dåvarande Hordabø kommun och därefter dåvarande Radøy kommun i Hordaland fylke.